# Emam Saheb
Emam Saheb est une ville d'Afghanistan, dans la province de Kondoz. Elle se trouve à la frontière avec le Tadjikistan, à une soixantaine de kilomètres de Mazâr-e Sharif, et aurait une population de plus de 28 000 habitants. 
Dans les environs se trouve le « Ziyarat-i Baba Hatim », un mausolée du XIe siècle qui a connu une importante restauration menée en 1978-1979 par la Délégation Archéologique Française en Afghanistan et l'Institut Afghan d'Archéologie.
D'autre part, une zone appelée Emam Saheb a été désignée comme réserve de faune et de flore au niveau national en 2020. La zone protégée couvre quelque 580 km2 dans les environs de la localité .